# Institut du Bosphore
L’Institut du Bosphore est un think tank créé en 2009 à l'initiative de la Tüsiad, association des industries et des entreprises de Turquie. Il rassemble des personnalités turques et françaises issues d’horizons divers : hommes politiques, entrepreneurs, économistes, experts et intellectuels. La volonté est de favoriser les relations politiques et économiques entre la Turquie et la France, et de manière plus générale l’Union européenne,.

## Comité scientifique
Le comité scientifique de l'institut se réunit une à deux fois par an pour échanger sur les relations entre la Turquie, la France et l'Union Européenne.
Il est coprésidé en 2018 par Nazlı Ümit Boyner et Augustin de Romanet.